# Medalla Jackson-Gwilt
La Medalla Jackson-Gwilt de la Royal Astronomical Society ha sido un galardón que se ha otorgado con regularidad desde 1897 para la invención, mejora o desarrollo de instrumentación astronómica o técnicas; por sus logros en la astronomía de observación, o por sus logros en la investigación de la historia de la astronomía.
La medalla lleva el nombre de Hannah Jackson née Gwilt.

## Lista de ganadores
- 2015 Allan Chapman[1]
- 2014 George W. Fraser[2]
- 2013 Vikram Dhillon[3]
- 2012 Joss Bland-Hawthorn[4]
- 2011 Matt Griffin
- 2010 Craig Mackay
- 2009 Peter Ade
- 2008 Stephen Shectman
- 2006 Keith Taylor
- 2004 Pat Wallace
- 2001 John E. Baldwin
- 1998 Alexander Boksenberg
- 1995 Janet Akyüz Mattei
- 1992 Richard Stephenson
- 1989 Richard E. Hills
- 1986 David Malin
- 1983 Grote Reber
- 1980 Roger Griffin
- 1977 Patrick Moore
- 1974 Geoffrey Perry
- 1971 Alan William James Cousins
- 1968 John Guy Porter
- 1963 George Eric Deacon Alcock
- 1960 F. M. Bateson y A. F. A. L. Jones[5]
- 1956 R. P. de Kock
- 1953 John Philip Manning Prentice
- 1949 Algernon Montagu Newbegin
- 1946 Harold William Newton
- 1942 Reginald Lawson Waterfield
- 1938 Frederick J. Hargreaves y Percy Mayow Ryves
- 1935 Walter Frederick Gale
- 1931 Clyde William Tombaugh
- 1928 William Reid y William Herbert Steavenson
- 1923 Arthur Stanley Williams y William Sadler Franks
- 1918 T. E. R. Phillips
- 1913 Thomas Henry Espinell Compton Espin
- 1909 Philibert Jacques Melotte
- 1905 John Tebbutt
- 1902 Thomas David Anderson
- 1897 Lewis Swift